# SD Gundam Gaiden: Knight Gundam Monogatari 2 - Hikari no Kishi
SD Gundam Gaiden: Knight Gundam Monogatari 2 - Hikari no Kishi (SDガンダム外伝 ナイトガンダム物語2 光の騎士) est un jeu vidéo de rôle développé et édité par Bandai en décembre 1991 sur NES. C'est une adaptation en jeu vidéo de la série basée sur l'anime Mobile Suit Gundam et notamment Super Deformed Gundam. Il est notamment basé sur l'univers de SD Gundam Gaiden Sieg Zion Hen et c'est le troisième opus d'une série composée de cinq jeux vidéo de rôle,.

## Série
1. SD Gundam Gaiden: Knight Gundam Monogatari : 1990, Nintendo Entertainment System
2. SD Gundam Gaiden: Knight Gundam Monogatari - Ooinaru Isan : 1991, Super Nintendo
3. SD Gundam Gaiden: Knight Gundam Monogatari 2 - Hikari no Kishi
4. SD Gundam Gaiden: Knight Gundam Monogatari 3 - Densetsu no Kishi Dan : 1992, Nintendo Entertainment System
5. SD Gundam Gaiden 2: Entaku no Kishi : 1992, Super Nintendo